# Castelo
Castelo este un oraș în unitatea federativă Espírito Santo (ES) din Brazilia.
.